# SB 3b
Die Dampflokomotivreihe SB 3b war eine Tenderlokomotivreihe der Südbahngesellschaft (SB), einer privaten Bahngesellschaft Österreich-Ungarns.
Eine wesentlich stärkere zweifach gekuppelte Tenderlokomotive als die der Reihe SB 3a beschaffte die SB 1885 bei der Lokomotivfabrik der StEG.
Sie wurden in Marburg stationiert, von wo sie auf steirischen Lokalbahnen eingesetzt wurden.
Sie kamen nach dem Ersten Weltkrieg zu den Eisenbahnen des Königreichs der Serben, Kroaten und Slowenen. 1922 und 1924 wurde jeweils eine Maschine ausgemustert.